# BYD・ドルフィン
ドルフィン（中: 比亚迪 海豚、英: BYD DOLPHIN）は、BYDによって製造・販売されているハッチバック型の二次電池式電気自動車（BEV）である。

## 概要
2021年4月に行われた上海モーターショーで、コンセプトカー「EA1」として発表。
2021年8月29日、成都モーターショーにて「海豚（Dolphin）」の名称で発表。BYDが展開する「海洋シリーズ」の一種で、BYD最新のe-Platform 3.0を採用するハッチバックモデルである。中国仕様ではBセグメントに属するが、中国国外向けは全長が長いためCセグメントに属する。もともとは「ATTO 2（アット2）」と命名する予定だったが、楽しくて面白いブランドであるべきという方針から「ドルフィン」に改められた。
中国仕様はベーシックグレードで30.7kWh、上級グレードで44.9kWhのLFP（リン酸鉄）リチウムイオンブレードバッテリーを搭載する。

### 日本での販売
2022年（令和4年）7月21日、2023年（令和5年）中頃に日本で展開することを発表。
2023年9月20日、日本仕様を発売。ラインナップは、総電力量44.9 kWhでリアトーションビームサスペンションのDOLPHINと、総電力量58.56 kWh で、リアサスペンションをマルチリンクとしたDOLPHIN Long Rangeの2種類。両グレードともにフロントサスペンションはストラットで、先進安全装備を標準搭載する。